# John Gordon (Musiker)
John Gordon (* 1967) ist ein dänischer Songwriter und Musikproduzent. Für Deutschland gewann er 2010 zusammen mit Julie Frost den Eurovision Song Contest (ESC) mit dem von den deutschen Fernsehzuschauern für den Wettbewerb ausgewählten Lied Satellite, das von Lena Meyer-Landrut interpretiert wurde.
Gordons größter Erfolg in seinem Heimatland war das 1998 erschienene Album Talking About the Weather zusammen mit Lene Dissing, aus dem bis heute immer wieder Singles im dänischen Radio gespielt werden. Als Produzent arbeitete er bislang auch mit Michael Learns to Rock und Simon Mathew, aber auch mit Rihanna, Mary J. Blige, Mariah Carey oder Beyoncé zusammen. Weitere deutschsprachige Interpreten, für die John Gordon neben Lena schrieb, sind Diana Amft, Fady Maalouf, Mike Leon Grosch und Michelle Hunziker.
Nach dem Erfolg beim Eurovision Song Contest 2010 zeigte sich Gordon gemeinsam mit Dissing für die englischsprachige Pop-Ballade Sleepless verantwortlich, mit der die 17-jährige Sängerin Anne Noa beim Dansk Melodi Grand Prix 2011, dem dänischen ESC-Vorentscheid, antrat. Noa belegte hinter der Gruppe A Friend in London den zweiten Platz.
Gordon wohnt in Beder bei Aarhus.